# Wordical
Wordical, artistnamn för Vincent Ihlberg, folkbokförd Henning Vincent Ilberg, född 30 juli 1979 i Norrstrands församling, Värmlands län, är en svensk rappare från Karlstad. Han var tidigare medlem i gruppen The Legacy tillsammans med Prospekt och DJ Madwrist. Då medverkade han tillsammans med Prospekt på The Dutch-Swedish Connection (samling med bland andra Looptroop, Headtag med flera), Mixed emotions och diverse skivsläpp. På senare år har han blivit kristen och samarbetade med rapparen Seron när han gjorde comeback 2004. Idag gör han hiphop med ett kristet budskap, och är även präst.